# Athetis variana
Athetis variana är en fjärilsart som beskrevs av Swinhoe 1886. Athetis variana ingår i släktet Athetis och familjen nattflyn. Inga underarter finns listade i Catalogue of Life.